# Kikaider (personaggio)
Kikaider (キカイダー?, Kikaidā) è l'androide protagonista del manga, telefilm e anime Jinzō ningen Kikaider creato da Shōtarō Ishinomori.

## Storia
Kikaider, noto anche come Jiro è un robot costruito dal Professor Komyoji per difendere il mondo dalla minaccia dell'organizzazione Dark guidata dal malvagio Professor Gill.
jiro è molto diverso dagli altri robot perché Komyoji gli ha installato un circuito della coscienza chiamato Gemini che gli permette di provare emozioni umane in modo che potesse distinguere il bene dal male, comunque, Komyoji non è riuscito a completare Gemini rendendo così Kikaider vulnerabile al suono del flauto di Gill che usa per controllare i suoi robot (che ha l'effetto di rendere Kikaider violento e gli dà impulsi omicidi).
Dopo che il laboratorio di Komyoji venne distrutto dai Destructoid (mostri robot dall'aspetto di animali) di Gill, Jiro venne trovato da Mitsuko e Masaru, i figli del Prof. Komyoji, che lo ospitarono a casa loro.
Così iniziò un ciclo di battaglie fra Kikaider e i Destructoid della Dark e di conflitti interiori di Kikaider che non si sente a suo agio a vivere nel mondo degli uomini e deve imparare ad essere uomo nonostante sia un essere completamente diverso.
Kikaider scompare apparentemente nella distruzione del quartier generale della Dark ma Mitsuko è sicura che ritornerà.
E infatti ricompare negli eventi della serie del suo  fratello maggiore  Ichiro alias Kikaider 01(Zero One) che era un prototipo creato dal Prof. Komyoji e poi scartato per essere successivamente completato da un monaco buddhista esperto di meccanica, Ichiro a differenza di Jiro, non ha un circuito della coscienza.

## Il finale
Nel finale della serie live action di Kikaider 01 del 1973, Big Shadow, il capo dell'organizzazione antagonista Shadow, cattura il Prof. Komyoji e lo costringe a costruire una macchina che ricrea i robot della Shadow ogni volta che vengono distrutti in battaglia per poi metterlo sotto una ghigliottina collegata a un timer che quando finirà il conto alla rovescia, la ghigliottina decapiterà Komyoji.
Jiro, Ichiro e il robot femminile Bijinder uniscono le forze per la battaglia finale contro Shadow della cui armata era guidata da Gill Hakaider (un Hakaider con il cervello di Gill) e Zadam (un robot dall'aspetto di un diavolo a due teste).
I tre eroici androidi riescono a distruggere i nemici ma questi ultimi rientrano sempre in battaglia grazie alla macchina del Prof. Komyoji.
Ma quello che Big Shadow non sa è che Komyoji ha programmato la macchina in modo che si autodistrugga dopo aver ricostruito un alto numero di robot e allora la macchina esplose insieme alla base della Shadow.
Così grazie al professore, Kikaider, Kikaider 01 e Bijinder salvarono il mondo.
Finale nel manga e nell'anime
Kikaider, Kikaider 01, Kikaider 00 e Bijinder vengono catturati all'interno dell'Armageddon Lord (un robot gigante usato come arma suprema della Shadow).
A Kikaider e agli altri androidi viene impiantato un dispositivo che li induce ad obbedire ciecamente a Gill-Hakaider, e a fare quanto gli viene ordinato. Il meccanismo però, non funziona su Kikaider, in quanto entra in conflitto con il circuito-coscienza gemini, rendendo, di fatto, Kikaider una robot dotato di libero arbitrio. Per porre fine all'ambizione del Professor Gill, il cui cervello ora è impiantato dentro Hakaider, Kikaider, anzi Jiro, ormai divenuto un essere umano completo (per via del libero arbitrio) è costretto ad uccidere uno per uno i suoi 'fratelli'. Ma anche la sconfitta del dott. Gill non può portare felicità all'eroe, perché egli, agli occhi delle persone comuni, rimarrà sempre un mostro.

## Aspetto
Jiro quando è in forma umana indossa un paio di Jeans, una giacca blu e una maglia gialla.
E sempre nella forma umana, Jiro porta sempre con sé una chitarra che suona con grande bravura.
Quando è trasformato in Kikaider, Jiro ha la metà destra del corpo di colore blu mentre la metà sinistra è di colore rosso, questa colorazione è a causa del circuito Gemini incompleto (se fosse completo Kikaider sarebbe del tutto blu, un Kikaider di questo tipo compare nel volume 7 di Kikaider Code 02 di Meimu).

## Caratteristiche
Kikaider è alto 180 cm e pesante 90 kg.
Possiede una forza sovrumana, è capace di volare grazie a dei razzi situati all'interno dei piedi, grande abilità nel combattimento corpo a corpo e di solito sconfigge i mostri con la mossa Denji End, incrocia i suoi avambracci generando dell'energia elettrica e poi fa sbattere i suoi avambracci contro il mostro.
Per trasformarsi in Kikaider, Jiro pronuncia Switch On! One, two, three e si preme i pulsanti sulle sue spalle.